# TV on the Radio
TV on the Radio er et amerikansk rockband i New York City.

## Synopsis

### Oprindelse
De første spadestik til TV On The Radio blev gravet i 2000, da Tunde Adebimpe flyttede ind i en Brooklyn lejlighed og blev nabo til David Sitek, der udover at male også var producer for forskellige New Yorker bands, blandt andet har han produceret Yeah Yeah Yeahs seneste album. Adebimpe læste filmvidenskab på universitetet, men fiflede med lidt musik ved siden af.
Sitek og Adembimpe begyndte at lave musik sammen og at optræde på lokale New York scener på meget eksperimentel vis ved at tage nogle beats med, som de improviserede henover. Ud af improvisationerne begyndte der at vokse egentlige sange og duoen blev til en trio, da guitarist Kyp Malone kom med.
I sommeren 2003 udsendte TV On The Radio EP'en Young Liars og turnérede med Coco Rosie, en indie-eletronic duo, hvilket fik sat endnu mere gang i TVOTR som et livenavn.
I foråret 2004 udsendte trioen deres debutalbum Desperate Youth, Blood Thirsty Babes, og høstede begejstrede anmeldelser.
TVOTR' tekster handler blandt andet om politiske refleksioner, som Adebimpes egne oplevelser som sort og den gangster-og voldsforherligelse, der ligger eksplicit i visse dele af moderne amerikansk ghetto-kultur.
På gruppens anden fuldlængde Return to Cookie Mountain fra juli 2006 var trioen blevet til en kvintet med indlemmelsen af trommeslageren Jaleel Bunton og bassist og tangentspiller Gerard Smith. På albummet videreudvikledes og forfines debutens sofistikerede art rock – endnu en gang med stående ovationer fra kritikerstanden som resultat.
Den 20. april 2011 døde en af bandets bassister, Gerard Smith efter lang tids kræftsygdom.

## Diskografi

### Albums
- 2002: OK Calculator
- 2004: Desperate Youth, Blood Thirsty Babes
- 2006: Return to Cookie Mountain
- 2008: Dear Science